# Dassault Mystère II
Le Mystère II est un avion de chasse français construit par Dassault Aviation dans les années 1950. Il est le premier avion francais et européen à passer le mur du son, en 1952.
Directement dérivé de l'Ouragan et construit à 150 exemplaires, c'est le premier avion de conception française capable de dépasser le mur du son. Le Mystère II est un appareil de transition, qui  reste en service quelques années, avant d'être remplacé par le plus performant Mystère IV.

## Conception
En février 1950, Dassault obtient un contrat pour l'étude et la réalisation d'une nouvelle voilure à profil mince adaptable au MD 450 Ouragan et devant lui permettre de dépasser enfin le mur du son. La flèche est nettement augmentée (30° au lieu de 14°), le fuselage légèrement allongé et diverses autres modifications sont apportées comme l'ajout des premières servocommandes construites en série en France. Le nouvel avion est alors désigné MD 452 Mystère.
Propulsé par un réacteur Rolls-Royce Nene, le premier prototype Mystère II 01 fait son vol inaugural le 23 février 1951. Il est suivi mi-1952 par deux autres prototypes équipés d'un réacteur Rolls-Royce Tay plus puissant et désignés Mystère IIA. Bien que les pilotes d'essais français soient persuadés d'avoir dépassé le mur du son, il faut attendre le 28 octobre 1952 et la présence d'un pilote américain aux commandes pour entendre le fameux « bang » (qui nécessite une astuce pour être audible du public). Le premier pilote français à passer officiellement le mur du son est le commandant Roger Carpentier, le 12 décembre 1952.
En 1951, l'Armée de l'air française commande vingt exemplaires de présérie : trois Mystère IIB (dont le premier est utilisé comme banc d'essai volant pour le nouveau réacteur SNECMA Atar 101) et 14 autres armés de canons recevant la dénomination définitive de Mystère IIC.
Sur les 19 prototypes et avions de présérie construits, seul le 013 a survécu : il est désormais exposé au musée de Savigny-lès-Beaune. Cet avion présente la caractéristique d'être le seul Mystère II à être équipé d'une verrière de type « Clamshell » c’est-à-dire s'ouvrant par rotation vers le haut, en lieu et place de la traditionnelle verrière coulissante.
Le 18 juillet 1952 a lieu le premier vol du MD 453 Mystère III, avec une flèche plus prononcée (32°) et une aile plus mince, un réacteur Rolls-Royce Tay, et un radar à l'avant qui oblige à remplacer l'entrée d'air frontale vers les côtés. Ce biplace était destiné à répondre à un appel d'offres pour un avion de chasse nocturne, mais ne dépasse pas le stade de prototype.

## Production
En janvier 1953, l'Armée de l'air française commande 150 exemplaires de série du Mystère IIC. Après bien des hésitations, le réacteur Atar 101 est finalement retenu pour les avions de série : les premiers exemplaires reçoivent un Atar 101C, les suivants un Atar 101D. La voilure est produite par la SNCASO à Bouguenais, le fuselage avant par la SNCASE à Toulouse, le fuselage arrière par la SNCASO à Saint-Nazaire et l’empennage par Dassault à Talence. L’assemblage final et les essais sont réalisés à Bordeaux-Mérignac.
Le premier Mystère IIC de série fait son envol en octobre 1954, et le dernier est livré en janvier 1957. La première unité à recevoir l'avion est la 10e escadre de chasse de Creil en juillet 1955, suivie par la 5e escadre de chasse d’Orange l'été d'après.
La mise en œuvre s'avéra pour le moins délicate, avec un taux de disponibilité mensuel qui dépassait rarement les 50 % et de nombreux accidents. C'est au point qu'en novembre 1957, lorsque les Mystère IIC furent définitivement interdits de vol et remplacés par les Mystère IV, certains avions avaient très peu volé.
Aucun Mystère II ne fut exporté : une commande de 30 avions livrables en 1956 par Israël fut transformée en autant de Mystère IV. L’Inde sembla intéressé mais ne signa aucune commande.

## Variantes
- Mystère II 01 - désignation du premier prototype équipé d'un réacteur Rolls-Royce Nene
- Mystère IIA - désignation des prototypes 2 et 3 équipés un réacteur Rolls-Royce Tay
- Mystère IIB - désignation des trois premiers avions de présérie
- Mystère IIC - désignation des 14 autres avions de présérie et des 150 avions de série

## Utilisateurs

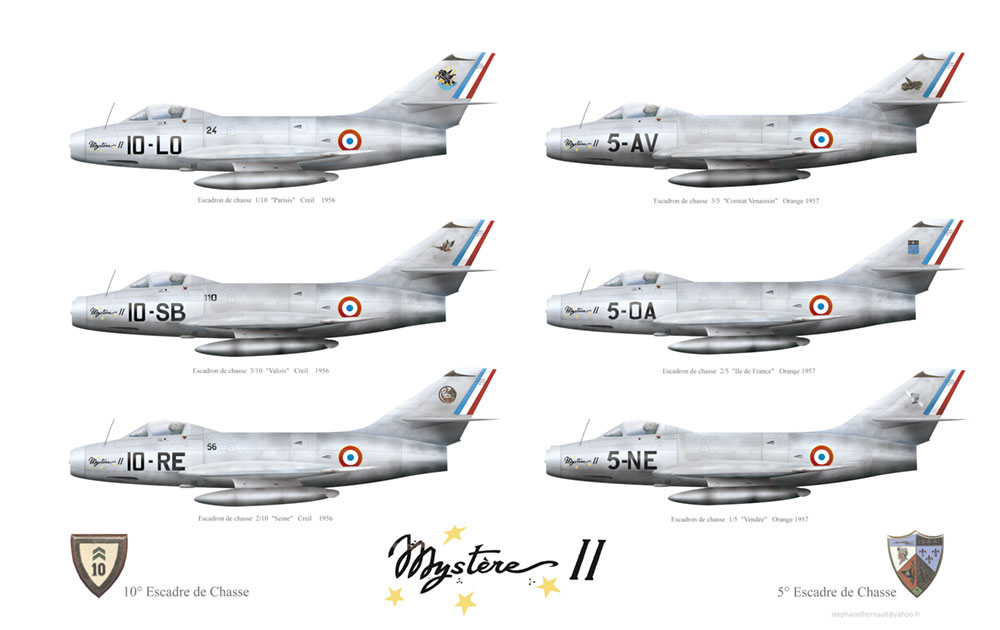
Dassault Mystère II 1956-1957

- France

## Accident
À l'occasion de la présentation du Mystère II au meeting national de l’air de Valenciennes en juin 1954, un accident se produit, tuant le pilote André Tesson à ses commandes. Après avoir franchi le mur du son, Tesson s'écrase en raison d'un dysfonctionnement des ailerons de l’appareil qui lui fait perdre le contrôle du Mystère II. La verrière de l'avion étant coincée, il tente de s'éjecter à travers la verrière et est tué par le choc contre l’armature.

## Origine du nom
Le choix du nom « Mystère » fut donné par Marcel Dassault lui-même, en souvenir du livre Le Docteur Mystère de Paul d'Ivoi (1900) qui l'avait passionné dans sa jeunesse,. Marcel Dassault souligne que « ce docteur disposait de toutes sortes d’appareils électriques inconnus. C’est ainsi qu’il avait installé un écran qui lui permettait de voir tous les événements qui se passaient dans le monde, par exemple le carnaval de Rio, l’élection d’un président de la République des États-Unis d’Amérique, la revue du 14 Juillet à Longchamp, etc. Ce livre avait été écrit vers 1900, c’était donc une anticipation d’un radar panoramique qui voyait non seulement à travers les nuages, mais également par-delà les collines ».